# Pergament
Pergament je nebarvana oguljena živalska koža, obdelana tako, da je primerna za pisanje.

## Zgodovina
Pergamenti so bili v uporabi v obdobju od 263 pr. n. št. do 15. stoletja n. št. Ime izvira iz imena mesta Pergamon v Mali Aziji, kjer se je prvič pojavil v pozni antiki, v obdobju diadohov. Pergament je nadomestil manj obstojen papirus, ki so ga za pisanje uporabljali pred tem, predvsem v Egiptu in drugod na tem področju. Postopek izdelave pergamentov se je razširil po Sredozemlju, preko Italije pa v ostale pokrajine Evrope.

## Zapisi na pergamentih
Na pergamente so pisali s črnilom, v uporabi pa so ostali vse do 15. stoletja, ko jih je začel počasi izpodrivati papir. Pogosto so pergamente uporabili večkrat, saj so bili dragi in jih bilo težko izdelovati. Za ponovno uporabo so morali star zapis s pergamenta zdrgniti, večkrat uporabljen pergament pa se imenuje palimsest (iz grške besede za odpraskati). 
m
S sodobnimi tehnologijami (na primer fotografskim preslikavanje s pomočjo ultravijolične svetlobe), se da palimseste ponovno prebrati.

## Surovine in postopek izdelave
Po navadi so za izdelavo pergamentov uporabljali kozje, ovčje, telečje ali oslovske kože, ki so jih najprej natrli z lugom, nato pa z rezili z njih odstranili dlako, povrhnjico in morebitne ostanke mesa. Tako pripravljene kože so napeli preko posebnih okvirjev in jih sušili, nato pa so jih zgladili in razrezali na primerne kose. 